# Maçonaria no Brasil
O poder da maçonaria é por vezes superestimado ou em certas ocasiões subestimado, dependendo de cada situação que as lojas maçônicas se encontram ao longo de sua forma de atuação que se fez presente em cada contexto nacional de modo distinto, por exemplo nos Estados Unidos houve uma verdadeira potencialização de sua influência com diversos presidentes fazendo parte dessa e de outras sociedades secretas, por outro lado no Brasil ocorreu de períodos pelo qual ela caiu na marginalização advinda de uma repressão sistêmica, enquanto em outros momentos se deu a sua elevação nas instâncias máximas do poder público dentro de cada ente de decisão da União.

## História

### Colônia
No período colonial brasileiro a primeira atividade maçônica territorialmente relevante que merece registro foi em 1724, na "Academia Brasílica do Esquecidos", em grande parte isso se decorreu por meio das ações do Marquês de Pombal que inseriu dentro do contexto brasileiro a maçonaria que visava enfraquecer a influência da Igreja Católica na colônia, vide que o mesmo expulsou os jesuítas do Brasil, contudo isso acabaria por desencadear ações adversas, onde tivemos que o principal evento de destaque sobre a estirpe da maçonaria se encontrou pelo processo da Inconfidência Mineira, liderada pela elite de Ouro Preto que visava separar Minas Gerais do resto do Brasil, com outros levantes de caráter separatista como a Conjuração Baiana de 1798 e a Revolução Pernambucana de 1817 também carregando de fortes laços com as doutrinas colocadas pela maçonaria.

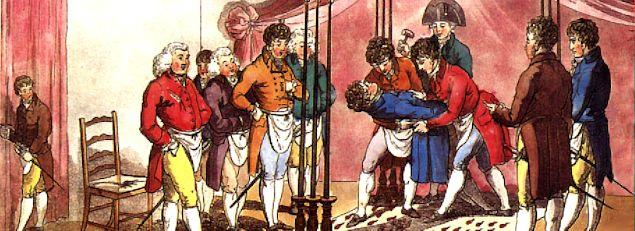
Maçons no século XVIII

### Império
No período imperial se teve ao mesmo tempo uma aliança com a maçonaria mas que em determinados momentos se tornaram desavenças que vieram a se tornar rupturas, o caso mais emblemático sem dúvida é de Dom Pedro I que foi iniciado na maçonaria na década de 20 do século XIX mas que teve somente cerca de 2 graus ao longo da história dentro dessa sociedade, que foram o nível 1 de costume a qualquer novo membro e o 33 que desempenha a titulação para a função de grão-mestre.

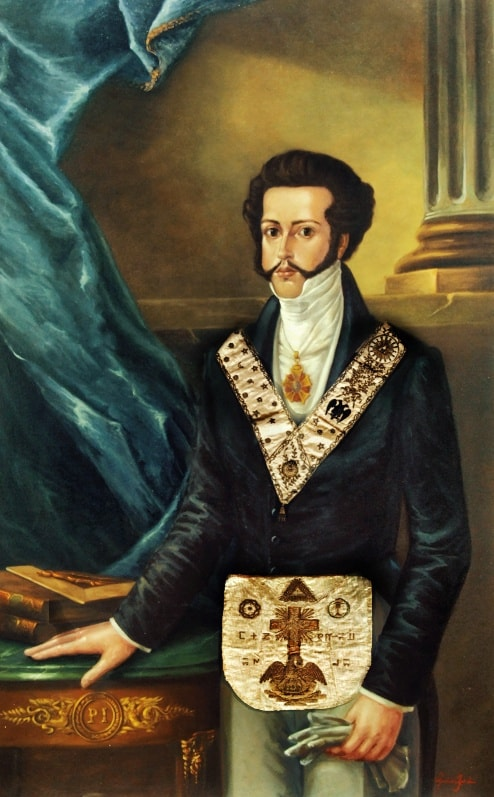
Dom Pedro I com roupas de Grão-Mestre do GOB

Porém Pedro I do Brasil nunca foi maçom convicto e somente havia entrado para tal instituição oculta com a finalidade de autopreservação, afinal o imperador brasileiro não queria que se repetisse o que ocorreu com Jacques I do Haiti ou com Agostinho I do México, líderes monárquicos do Novo Mundo que foram assassinados pela maçonaria ou com a ajuda dela, sendo assim com o poder consolidado com a independência feita em 7 de setembro e a centralização política nas mãos da Casa de Bragança houve de dezembro de 1822 até em abril de 1831 de forma ampla o fechamento das lojas maçônicas em todo território nacional.
Com a abdicação de Dom Pedro I motivada pela notícia falsa de envolvimento do monarca no assassinato do jornalista Líbero Badaró se deu o início do período regencial, onde as atividades da maçonaria voltariam a serem legalizadas dentro do Brasil, com o Grande Oriente comemorando o fim do Primeiro Reinado e a subida ao poder de Padre Feijó como regente.

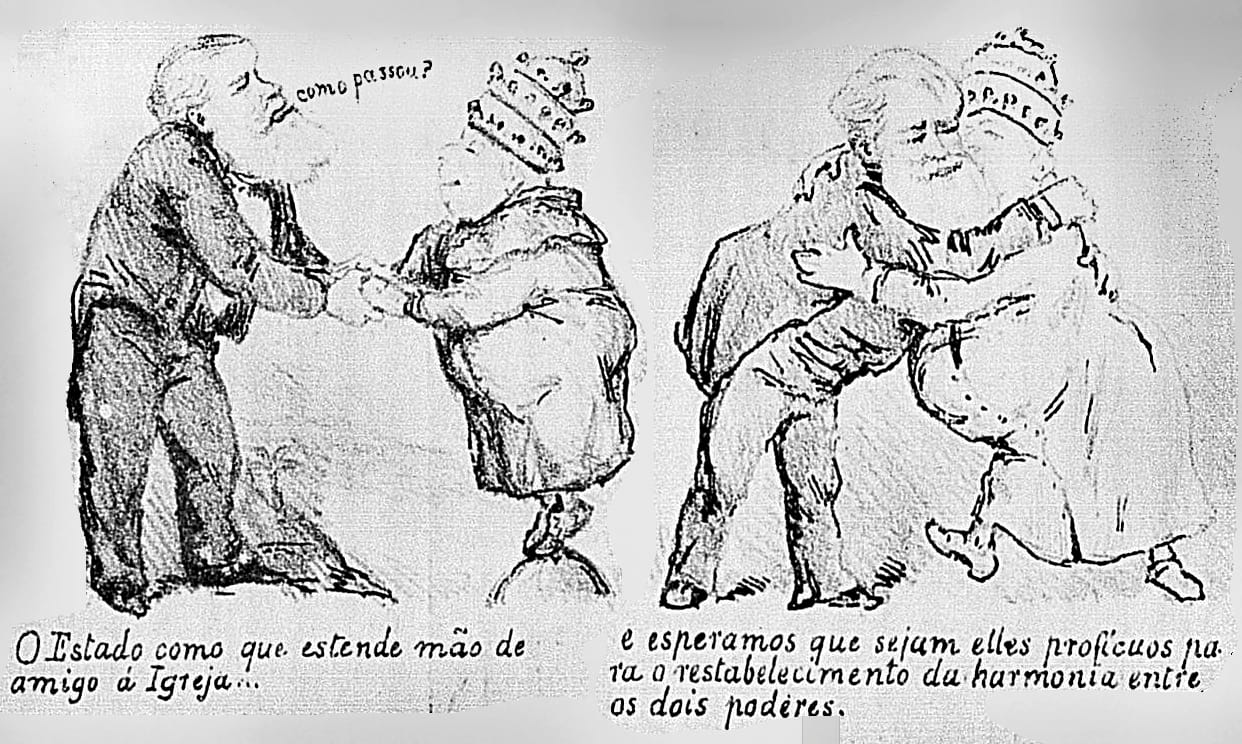
O encontro de Dom Pedro II e o Papa Pio IX na Europa

Com a subida ao poder de Dom Pedro II o status da maçonaria no Brasil continuou sendo legal e de certa forma era tolerado por parte do imperador brasileiro, afinal sua participação na máquina pública nacional era extremamente alta, tanto que vários primeiros-ministros e magistrados do STJ eram ligados a maçonaria, porém é válido salientar que Dom Pedro II nunca foi iniciado em qualquer loja maçônica, sendo assim o mesmo nunca foi maçom. Mesmo assim a Questão Religiosa abalaria o trono levando a uma crise com a Santa Sé, em vista da postura do monarca contra os bispos Dom Vital e Dom Antônio de Macedo Costa, que nesse momento havia sido leniente com a decisão do primeiro-ministro José Maria da Silva Paranhos, mas vale ressaltar que isto foi remediado subsequentemente, com a redução das penas aos clérigos católicos envolvidos e após isso com o perdão das penas dos mesmos pelo Gabinete de Caxias.
Neste âmago é preciso deixar claro que Dom Pedro II não era inimigo da Igreja Católica, afinal foi graças a sua ação que os jesuítas foram restabelecidos no Brasil em 1841, e outras ordens religiosas do catolicismo vieram ao país como os salesianos em 1883, estando mais sua postura durante a Questão Religiosa motivada por um excesso de idealismo como ficou claro com seu encontro com o Papa Pio IX, em que Pedro II declarou a vossa santidade a seguinte frase:

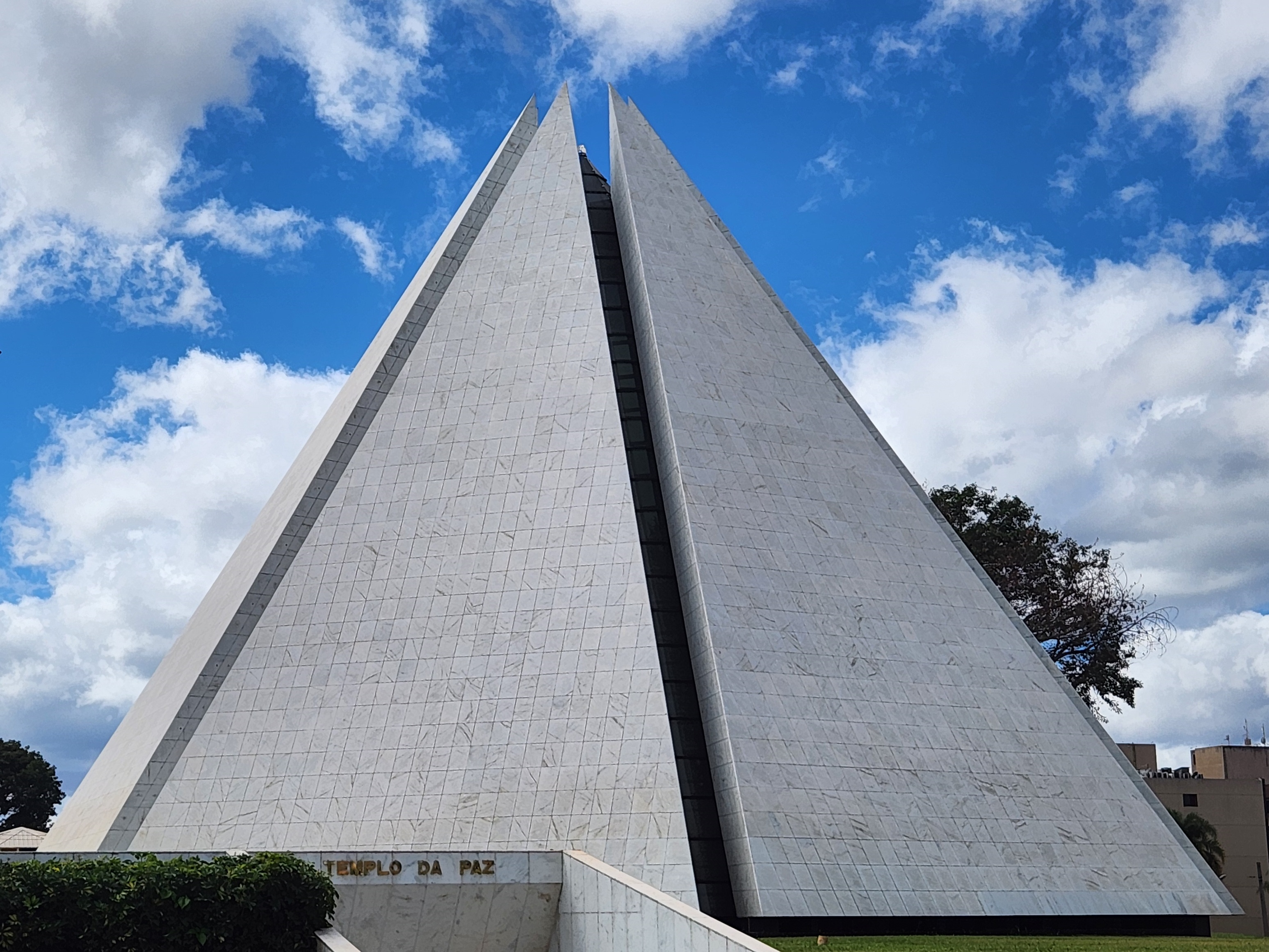
O Templo da Boa Vontade recebeu um Certificado da Maçonaria Grande Oriente do Distrito Federal por ocasião de seu jubileu.

"Posso assegurar-lhe que a maçonaria, a que aliás nunca pertenci, no Brasil não se ocupa de religião."

### Brasil República
Para o pesquisador William Almeida de Carvalho, em um estudo publicado na edição de maio-novembro de 2010 da "Revista de Estudios Históricos de La Masonería", a partir dos anos 1930, a Maçonaria brasileira "entrou em um processo de declínio, deixando de ser um grupo de elite estratégico para se tornar um grupo convencional de classe média como muitos que existem o Brasil". Contudo, frequentaram a maçonaria em algum momento de sua vida, os seguintes brasileiros: Michel Temer, Hamilton Mourão, Nunes Marques, Izalci Lucas Elmano Férrer e General Girão